# N.W.A.
Niggas With Attitudes, o més conegut pel seu acrònim en anglès N.W.A. va ser un grup de hip-hop nord-americà. Són considerats els pioners, o uns dels pioners del gènere Gangsta Rap, o Reality Rap com ells l'anomenaven als principis de la seva creació. Van esdevenir internacionalment famosos per les seves lletres implícites i reivindicatives tot i que gairebé no van actuar fora dels Estats Units. Van ser acusats de misògins, violents i criminals. El grup es va formar a la ciutat de Compton, al sud de Los Angeles, on havien crescut la majoria dels seus integrants.

## Gangsta rap i situació social
Per entendre el Gangsta rap és imprescindible conèixer la situació social i el dia a dia de ciutats com Compton, ja que el principal objectiu pel qual va aparèixer aquest estil de música va ser explicar la realitat.
Des de la dècada del 1920 fins al 1960, a Compton hi havia una situació total d'exclusió racial, on els habitants blancs de la ciutat feien impossible que s'hi instal·lés gent d'altres races. L'any 1948, mentre Los Angeles ja havia inclòs a milers de famílies negres a la ciutat, Compton tenia una població de 45.000 persones i no hi havia més de 50 habitants afroamericans. L'única presència no blanca a la ciutat era un petit barri de Mexicans. Mentre que als mexicans se'ls considerava un mal necessari, els negres eren considerats mal i innecessaris.
Però seguia creixent la població negra a Califòrnia, i moltes de les famílies preferien comprar habitatges fora dels barris on acostumaven a viure les minories racials. Aquestes van anar traslladant-se cap a comunitats com: West Adams, Crenshaw i Compton. Però alguns dels habitants blancs seguien vigilants per a impedir que creixés aquest tipus de població. Utilitzaven fins a 26 tècniques diferents, que anaven des del vandalisme fins als bombardejos, segons un informe de la L.A.U.L. (Los Angeles Urban League).
Durant els anys 50 i els anys 60, la integració de famílies negres a Compton, va ser inevitable. Oferien un mercat immobiliari molt important, i moltes famílies blanques no van dubtar en vendre les propietats i marxar de Compton. Les que en un principi no tenien pensat marxar, no van intentar coexistir amb els nous veïns. I finalment també van vendre les seves propietats, ja que tenien por que baixessin molt de preu. A principis dels anys 60 els habitants negres de Compton ja representaven un 40% de la població total. La comunitat negre de Compton destacava, en aquells moments la majoria vivien en bones condicions. La majoria d‘habitatges no tenien més de 10 anys i l'educació a la ciutat era molt bona. La taxa d'atur era increïblement més baixa de la de ciutats adjacents com Watts. I ja eren considerats de classe mitjana.
El creixement demogràfic també va portar el creixement polític. El 1963 van ser anomenats els 3 primers regidors negres de la ciutat, dins d'un total de 15. En els anys posteriors la població blanca va seguir abandonant la ciutat, arrossegant amb ells els seus negocis. Aquests aportaven gran part dels impostos de la ciutat, i en marxar van deixar un buit financer molt greu. La pujada d'impostos subsegüent aplicada a les empreses que quedaven a la ciutat, va provocar que moltes d'aquestes també marxessin, i mentre els negocis dels blancs només deixaven un buit financer a la ciutat, aquestes també ho feien a la butxaca de moltes famílies. Molts dels habitants van perdre la feina i en aquell moment es va acabar el paradís del somni Amèrica per als afroamericans que havia proporcionat Compton.
La capacitat econòmica de les famílies baixava i creixia el nombre de bandes de carrer, o Street Gangs. Mentre que les Street Gangs dels 50 tenien un objectiu totalment defensiu, les dels 60 en endavant només volien barallar-se entre elles pel simple motiu del barri en el qual vivien. L'any 69 es van crear els Crips a l'Institut Freemont cosa que va portar a la creació de la banda rival, els Bloods del Centennial High.
A inicis dels 80 l'objectiu de les bandes ja no era simplement territorial, ara venien droga. Concretament Crac, o com ells l'anomenaven Rock Cocaine. Poc després Compton es va convertir en la ciutat més perillosa i amb un nombre més alt de Street Gangs de les perifèries de Los Angeles. Que aquesta ciutat tingués un nombre tan alt de membres actius a les Street Gangs en gran part era degut al fet que Compton tenia una població molt jove, amb més o menys la meitat de població per sota de 18 anys. Un altre dels motius era la negació al somni promès de la bona vida en comunitat que havien tingut els seus pares. Aquestes generacions, van acabar no poden rebre res.
Els membres de l'N.W.A. i altres grups de l'època com Public Enemy venien d'aquest ambient o d'ambients similars, i amb la música intentaven reivindicar poder territorial o fer una denúncia social de la situació. Lletres com les del disc Straight Outta Compton expliquen el seu dia a dia. Però el Gangsta rap també va néixer a la costa Est, on rapers com els membres de Boogie Rap Productions van començar a centrar les lletres de les seves cançons en les drogues i el crim. S'autoproclamaven criminals. Aquesta escena musical va reescriure les normes del rap, demostrant que podia ser intel·ligent, revolucionari i amb consciència social.

## Constitució i inicis del grup
L'any 1986, Eric Lin Wright, més conegut com a Eazy-E va fundar amb el seu soci i mànager Jerry Heller la productora Ruthless Records. Els diners per a fundar la productora van ser aportats per Eazy-E, que els havia guanyat tots venen drogues com el crac, la cocaïna o la marihuana a Compton. El primer èxit de la productora va ser Boyz-n-da-Hood, un single de Eazy-E produït per Dr. Dre i escrit per Ice Cube.
L'N.W.A., neix amb l'objectiu de ser el grup principal de la productora, estava formada en uns inicis per als rapers Eazy-E i Arabian Prince, i el productor i disc-jockey Dr. Dre. Que més tard convenceria al seu amic i compatriota DJ Yella per a unir-se. Un temps després el raper Ice Cube, que havia començat la seva carrera musical al grup C.I.A. va unir-se també. Aquest grup va presentar el seu primer EP en solitari anomenat Panic Zone, Dope Man, 8 Ball. Que incluía els tracks: Panic Zone, Dope Man (Radio Edit), 8 Ball (Radio Edit), Dope Man i 8Ball. L'any següent el raper MC Ren va unir-se al grup. L'agost d'aquell mateix any la formació va presentar el seu àlbum actualment més famós, anomenat Straight Outta Compton. Tot i que al principi no va ser un èxit, va acabar venent més de 3.000.000 de còpies. Contenia moltes de les que serien les seves cançons més exitoses.

## Membres del grup

### Eazy-E

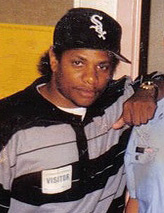
Eric Wright l'any 1993

Eric Lin Wright va néixer el 7 de setembre de 1964 a Compton, California, Estats units i va morir de Sida el 26 de març de 1995 a Los Angeles, Califòrnia. De jove venia droga per a guanyar diners, i va arribar a estalviar 250.000 dòlars. Després que el seu cosí i mentor en el negoci moris, va decidir deixar de vendre i va invertir tots els seus estalvis en crear la productora musical Ruthless Records. A part de la seva carrera musical amb l'N.W.A., també va produir èxits en solitari. Com per exemple Boyz-n-da-Hood. Cal mencionar que la lletra l'havia escrit el seu company i amic Ice Cube i la base l'havia produït Dr. Dre.
Ell va ser el mastil del grup fins al moment de la seva mort. Tant és així que en molts dels seus concerts se’ls anomenava Eazy-E and the N.W.A.

### Dr. Dre

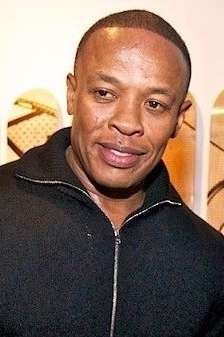
Dr. Dre l'any 2011

Andre Romel Young va néixer el 18 de febrer de 1965 a Compton, Califòrnia. Andre va créixer en un ambient musical, el seu pare i la seva mare eren cantants. Va començar la seva carrera musical com a Disc-jockey al club de Los Angeles Eve After Dark. Més tard es va unir al grup World Class Wreckin Cru. Després va començar a treballar per Eazy-E a Ruthless Records, cosa que el va portar a formar part de l'N.W.A. Ell produeix la majoria de les bases de les cançons, era una de les figures indispensables. Després d'abandonar el grup l'any 1992, va treure l'àlbum The Chronic amb la productora Death Row Records, album que va arribar al més alt del Hip-Hop. Amb aquesta productora Dr. Dre va propulsar la carrera de molts artistes com Snoop Dogg i 2Pac. L'any 1996 va tornar a abandonar una productora, però aquest cop per a llançar el seu propi segell, Aftermath. El primer artista en firmar per al segell sería Eminem, llavors totalment desconegut.

### Ice Cube

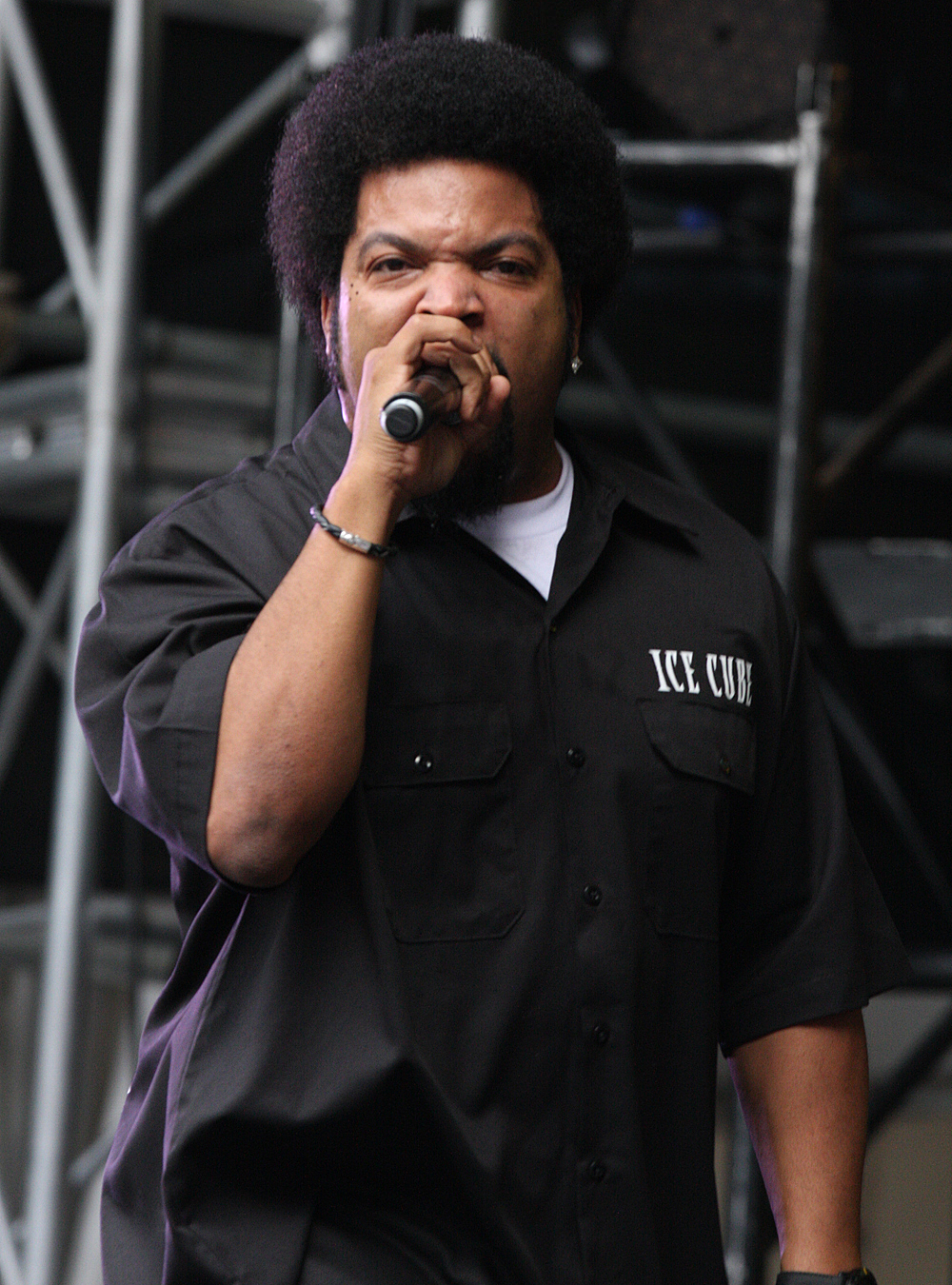
Ice Cube l'any 2012

O'Shea Jackson va néixer el 15 de juny de 1969 a South Central, Los Angeles. Mentre creixia els seus pares el van aconseguir mantenir lluny del proper món de les drogues i les bandes. Va créixer com un bon estudiant apassionat per la música i el futbol americà. La seva carrera musical va començar a l'institut on va començar a escriure música rap. Allà va crear un grup anomenat C.I.A. amb dos amics. Més tard va començar a treballar per a Ruthless Records, escrivint lletres. Inevitablement va formar part de l'N.W.A. Tenia un talent excepcional per a escriure, i juntament amb The D.O.C., va escriure la majoria de les lletres. L'any 1989 va decidir abandonar la formació a causa de la mala relació que tenia amb el mànager Jerry Heller. Llavors va llançar la seva carrera en solitari amb el primer de varis polèmics àlbums, AmeriKKKa's Most Wanted. O'Shea també ha tingut una exitosa carrera com a actor, participant en films com Friday (1995), Three Kings (1999) o Barbershop (2002).

### DJ Yella

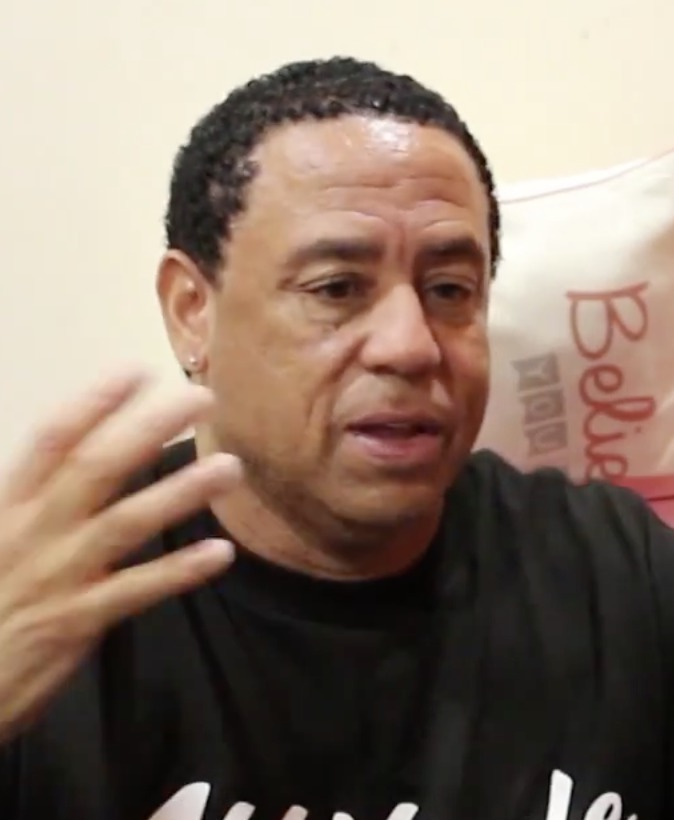
DJ Yella l'any 2015

Antoine Carraby va néixer l'onze de desembre de 1967 a Compton, Califòrnia. La seva carrera musical va començar al grup World Class Wreckin Cru on ell i Dr. Dre feien de Disc-jockeys. Dr. Dre el va presentar als membres del grup N.W.A., al qual es va unir més tard. Va ajudar a produir l'àlbum debut de Eazy-E, Eazy-duz-it. També va produir amb Dr. Dre els tres àlbums de l'N.W.A. Es comentava que ells dos formaven un equip de treball excel·lent, i s'entenien musicalment un al altre a la perfecció. Després de la dissolució del grup ell va ser l'únic que es va quedar a la productora Ruthless Records. Allà va produir bases i va ajudar a molts artistes. També va ajudar a Eazy-E a acabar el seu últim album. Quan Eazy-E va morir, ell va ser l'únic membre de l'N.W.A. que va assistir al seu enterrament, degut a les disputes que havien tingut lloc durant la separació.

### Mc Ren
Lorenzo Jerald Patterson va néixer el 16 de juny de 1969 a Compton, Califòrnia. La seva carrera musical va començar l'any 1987 a Ruthless Records, on escrivia i cantava per a Eazy-E. Va escriure més de la meitat de les lletres de l'àlbum Eazy-duz-it. Quan es va formar l'N.W.A. ell va ser un dels primers en entrar-hi. Entre ell i Ice Cube, escrivien la majoria de les lletres. Després de l'èxit de l'àlbum Straight Outta Compton, va començar a treballar en 100 Miles and Runnin.
Quan el grup es va dividir, ell va seguir rapejant per a Ruthless, on va publicar el seu primer E. P. en solitari, Kizz my Black Azz. L'any 1993 es va estrenar el seu àlbum debut, Shock of The hour. Després de no parlar entre ells durant més de 2 anys, Ren va fer una col·laboració amb Eazy-E. Aquesta s'anomenaria Real Muthafuckkin G’s. Era un diss-track dirigit a Dr. Dre. Tres mesos després Eric moriria d'unes complicacions relacionades amb el SIDA. La cançó es va publicar aquell mateix any 1995 en forma de single.

## Discografia

### NWA and the Posse (1987)
- -Boyz-N-The Hood (Eazy E.)
- -8 Ball (N.W.A.)
- -Dunk The Funk (The Fila Fresh Crew)
- -Scream (Rappinstine)
- -Drink It Up (The Fila Fresh Crew)
- -Panic Zone (N.W.A.)
- -L.A. Is The Place (Ron-De-Vu i Eazy E.)
- -Dope Man (N.W.A.)
- -Tuffest Man Alive (The Fila Fresh Crew)
- -Fat Girl (Ron-De-Vu i Eazy E.)
- -3-The Hard Way (The Fila Fresh Crew)

### Panic Zone, Dope Man, 8 Ball (1987)
- -Panic Zone
- -Dope Man (Radio Edit)
- -8 Ball (Radio Edit)
- -Dope Man
- -8Ball

### Straight Outta Compton (1988)
- -Straight Outta Compton
- -_ _ _ _ Tha Police (Fill in the Blanks)
- -Gangsta Gangsta
- -If it Ain't Ruff
- -Parental Discretion Iz Advised
- -Express Yourself
- -Compton's N The House (Remix)
- -I Ain't Tha 1
- -Dopeman (Remix)
- -Quiet On Tha Set

### 100 miles and Runnin' (1990)
- 100 miles and Runnin
- -Just Don't Bite it
- -Sa Prize (Part 2)
- -Real Niggaz
- -Kamurshol